# 카를 필리프 에마누엘 바흐
카를 필리프 에마누엘 바흐(Carl Philipp Emanuel Bach, 1714년 3월 8일 ~ 1788년 12월 14일)는 바로크 시대와 빈 고전파의 사이에 위치한 고전주의 음악 작곡가로, 요한 제바스티안 바흐와 그의 첫 번째 아내 마리아 바르바라 바흐 사이에서 태어난 차남이다. 프로이센 황태자 프리드리히(훗날의 프리드리히 2세)의 궁정에서 쳄발로 주자로 일했고, 그의 즉위와 함께 베를린의 궁정악단이 되었다. 1768년 텔레만의 뒤를 이어 함부르크의 궁정악장으로 재직했다.

## 개요
모든 분야에 걸친 많은 작품을 남겼지만, 자기 자신이 탁월한 클라비어 연주자인 터라 특히 클라비어 작품 중 뛰어난 것이 많고, 고전 소나타 형식의 기초를 확립한 점에서 음악사적 지위를 인정받는다.
카를 필리프 에마누엘는 당대의 유명 건반 악기 제작가인 고트프리드 실버만이 제작한 클라비코드와 포르테 피아노를 사용하였다. 현대에도 이 피아노를 바탕으로 한 피아노가 제작되고 있다.
그의 작풍은 로코코풍의 우아함과 감정의 자유로운 표현을 아울러 지니고, 하이든이나 베토벤에게 강한 영향을 미쳤다. 프리드리히 대왕의 궁정 클라비어 주자로서 일하였으며, 1767년에는 텔레만의 후임으로서 함부르크시의 음악감독이 되고, '대바흐'라고 격찬받으면서, 그 곳에서 73세의 일생을 끝마쳤다.
지금은 '베를린의 바흐' 또는 '함부르크의 바흐'라고 불리고 있다.

## 참고 문헌
- Baynes, T.S., 편집. (1878), 〈Karl Philipp Emmanuel Bach〉, 《브리태니커 백과사전》 3 9판, 뉴욕: Charles Scribner's Sons, 196쪽
- 본 문서에는 현재 퍼블릭 도메인에 속한 브리태니커 백과사전 제11판의 내용을 기초로 작성된 내용이 포함되어 있습니다.